# 792
سنة 792 م كانت سنة كبيسة تبدأ يوم الأحد (الرابط يظهر نموذج التقويم الكامل للسنة) من التقويم اليولياني. بدأت تسمية السنة ب792 منذ العصور الوسطى المبكرة، عندما أصبح تقويم أنو دوميني هو الأسلوب السائد في أوروبا لتسمية السنوات.

## مواليد
- إبراهيم بن عباس الصولي

## وفيات
- المسيب بن زهير
- إلبيديوس
- سعيد بن عبد الرحمن الجمحي قاضي بغداد، ومن رجال الحديث النبوي